# ドラゴンクエスト ウォーズ
『ドラゴンクエスト ウォーズ』は、2009年6月24日にスクウェア・エニックスから発売されたニンテンドーDSiウェア。

## 概要
スライムやゴーレムなど、シリーズに登場したモンスターの駒を操作して、縦横9マスの盤上で戦うボードゲーム。

## ルール
互いに相手のモンスターを攻撃しあいながら、相手チームの全滅、あるいはゴールを狙う。攻撃技のほかにも、防御技や相手の攻撃を無効化してカウンターを仕掛ける技などがある。

## 登場キャラクター
スライム
万能タイプ。打撃でも呪文でも攻撃でき、打撃ならダメージを減らすことも可能。HPは2。
ゴーレム
体力タイプ。自らのHP1つを犠牲にして相手に2ダメージあたえる『たいあたり』が得意。また防御もでき、仲間をかばう『みがわり』も使え、最前線で活躍できる。HPは3つ。
おおきづち
アタッカータイプ。前の3マスを攻撃できる『なぎはらい』が得意。相手の打撃攻撃を回避し、お返しに相手に1ダメージ与える『カウンター』もできる。また、ターン終了時に『めいそう』をすることにより、HPを1回復することもできる。HPは2つ。
ホイミスライム
回復タイプ。攻撃は一切できないが、指定した相手のHPを1回復する『ホイミ』が使える。他に受けるダメージを1減らす『スクルト』、相手が唱えた呪文を使えなくする（メラ、ギラ、ホイミ、ヒャドの4つ。しかし、自分の味方にも発動してしまうこともある）『マホトーン』も使える。ただし、マホトーンは補助系の魔法には効果がない（スクルト、バイキルトなど）。HPは2つ。
キメラ
マジックタイプ。『ギラ』は縦2マス分攻撃できる。『マホカンタ』はメラ、ギラ、ホイミ、ヒャドを跳ね返すことができ、『みかわし』は打撃攻撃をかわすことができる（防御と違い、ダメージは一切ない）。攻守において優秀な存在。HPは2つ。
ドラキー
素早さタイプ。他のキャラと違い縦と横に2マス、斜めに1マス進むことができる。指定した相手の打撃攻撃の威力を上げる『バイキルト』が使える。相手を攻撃しつつ1マス分後退させることができる『つきとばし』もできる（ただし、つきとばしはバイキルトの攻撃力アップ不可）。斜め1マスに呪文攻撃できる『ヒャド』も使える芸達者。HPが1しかないので、気をつけないとすぐやられてしまう。